# Schwarzer Adler (Vogtsburg-Oberbergen)

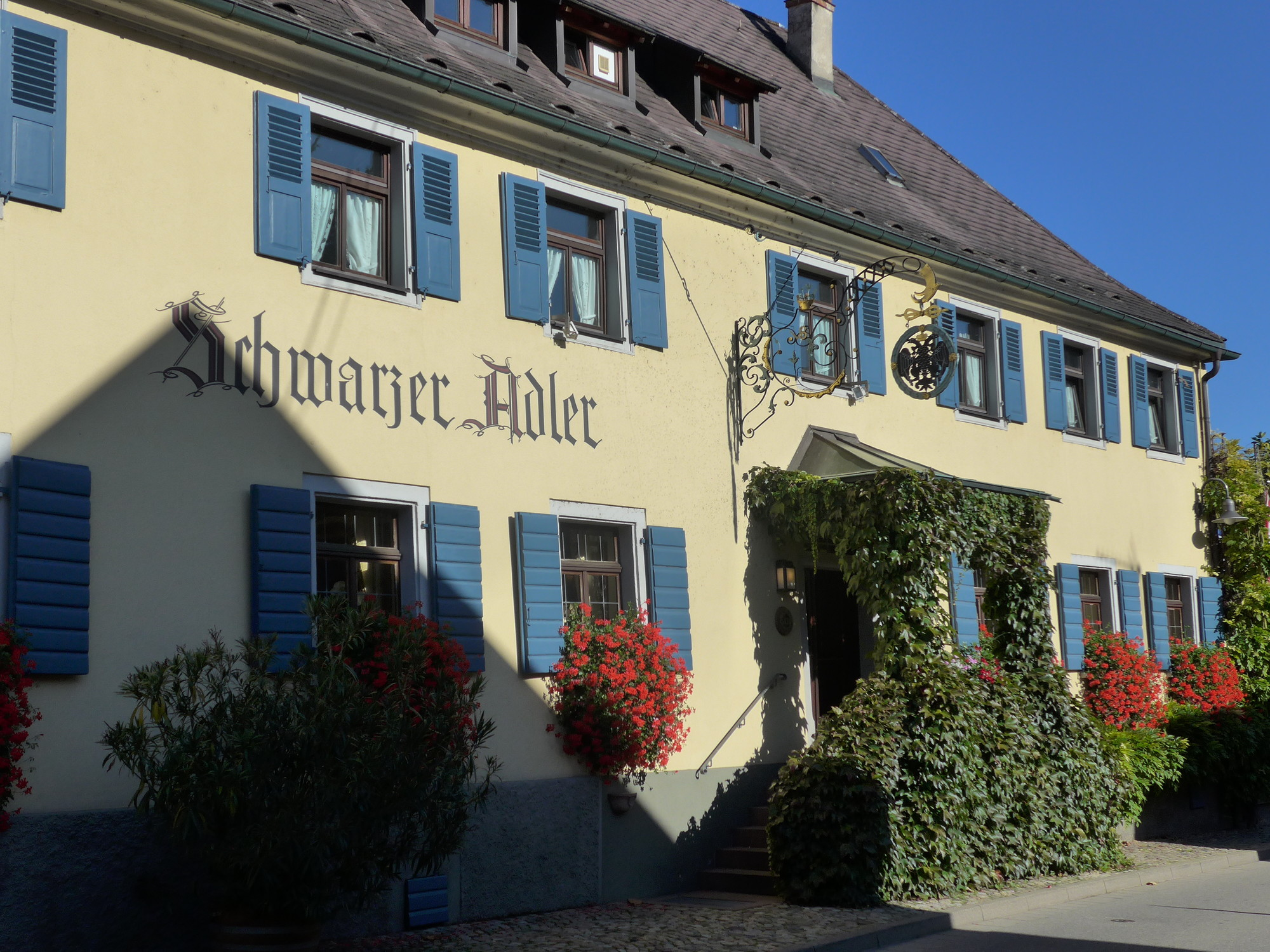
Restaurant Schwarzer Adler

Der Schwarze Adler ist ein Restaurant in Oberbergen, einem Stadtteil von Vogtsburg im Kaiserstuhl. Es ist seit 1969 (mit Unterbrechung 2020) mit mindestens einem Michelinstern ausgezeichnet.

## Geschichte
Ende des 19. Jahrhunderts erwarb Franz Anton Keller (1860–1929) den Gasthof Schwarzer Adler. Ab 1924 leitete seine Frau Mathilde die Küche. Ihr Sohn Franz Keller (1927–2007) heiratete nach dem Krieg Irma Konstanzer, die nach dem Tod ihrer Schwiegermutter die Küche übernahm.
1969 wurde das Restaurant unter Irma Keller erstmals mit einem Michelinstern ausgezeichnet, sie war die erste Sterne-Köchin in Deutschland. 1973 übernahm ihr Sohn Franz Keller (* 1950) die Küchenleitung. 1974 wurde der Schwarze Adler mit einem zweiten Michelinstern ausgezeichnet. Bald danach kam der Elsässer Christian Begyn (1949–2016) hinzu. Franz Keller junior entzweite sich mit seinem Vater, verließ das heimische Restaurant und ging nach Italien. Christian Begyn wurde nun Küchenchef.
1996 übernahm Anibal Strubinger aus Venezuela, der 1974 die Kochlehre bei Begyn absolvierte, für über 20 Jahre die Küchenleitung.

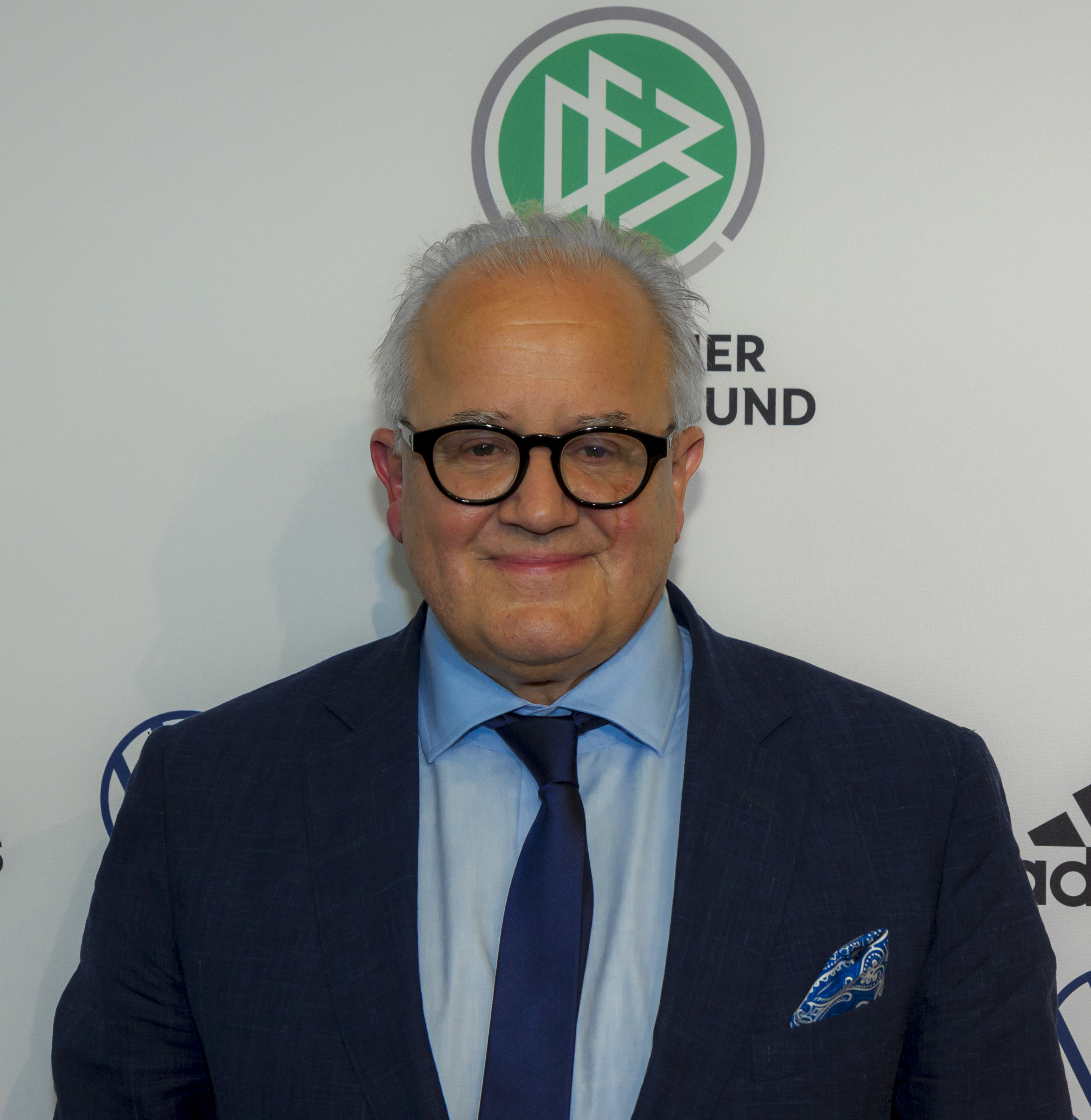
Eigentümer Fritz Keller

In den 1990er Jahren übernahm Fritz Keller (* 1957) zunächst die Leitung des Weinguts Franz Keller Schwarzer Adler und des Weinhandels, dann die Leitung des gesamten Unternehmens, zu dem neben dem Restaurant und Hotel Schwarzer Adler auch das dem Adler gegenüberliegende Winzerhaus Rebstock gehören, sowie die KellerWirtschaft.
2016 wurde Christian Baur zusätzlicher Küchenchef neben Anibal Strubinger; im Juni 2018 wurde er hier alleiniger Küchenchef. 2020 wurde der Michelinstern gestrichen, 2021 aber erneut vergeben.
Die Küche wird als „klassisch badisch-französische Küche, zeitgenössisch interpretiert“ bezeichnet.

## Auszeichnungen
- Seit 1969: Ein Michelinstern (mit Unterbrechung 2020)[10]
- 1974–1976: Zwei Michelinsterne unter Franz Keller und Christian Begyn
- 2010: Die beste Weinkarte, Der Feinschmecker[11]